# 伊藤龍男
伊藤 龍男（いとう たつお、1940年5月5日 - 2021年3月4日）は、日本の工学者。専門は電磁波工学。元UCLA教授、元テキサス大学オースティン校教授。

## 来歴・人物
東京都出身。1964年に横浜国立大学工学部電気工学科を卒業、1966年に同大学院修士課程を修了後、1969年イリノイ大学アーバナシャンペン校博士課程修了（電気工学）。1977年ケンタッキー大学准教授、1981年テキサス大学オースティン校教授、1991年よりカリフォルニア大学ロサンゼルス校教授を務めた。
米国電気電子学会IEEEのマイクロ波部門でプレジデントを務めるなど、電磁波工学の分野で世界的に活躍、発展に貢献した。アクティブアンテナ、メタマテリアル等価回路理論など優れた業績をあげ、約1500報の論文を発表し、「電磁波工学の世界的パイオニア」と評される。またIEEEには、同分野の優れた論文に贈られる「Tatsuo Itoh Award」を創設している。
1998年、郵政省志田林三郎賞受賞。
2021年3月4日死去。80歳没。

## 著書
- 『実用マイクロ波技術講座 アクティブアンテナ 第7巻』（ケイラボ出版、2002年）ISBN 9784526050558